# Kurt Luedtke
Kurt Luedtke est un scénariste américain né le 28 septembre 1939 à Grand Rapids (Michigan) et mort le 9 août 2020 à Royal Oak au Michigan.

## Biographie
Après avoir été journaliste, il se tourne au début des années 1970 vers l'écriture de scénarios.

## Filmographie
- 1999 : L'Ombre d'un soupçon de Sydney Pollack
- 1985 : Out of Africa de Sydney Pollack
- 1981 : Absence de malice de Sydney Pollack

## Distinctions

### Récompenses
- Oscars du cinéma 1986 : Oscar du meilleur scénario adapté pour Out of Africa
- BAFTA 1987 : BAFA du meilleur scénario adapté pour Out of Africa

### Nominations
pour Absence de malice
- Oscars du cinéma 1982 : Oscar du meilleur scénario original
- Writers Guild of America Awards 1982 : meilleur scénario original
- Golden Globes 1982 : Golden Globe du meilleur scénario

pour Out of Africa
- David di Donatello 1986 : David di Donatello du meilleur scénario étranger
- Writers Guild of America Awards 1986 : meilleur scénario adapté
  - 1982	: meilleur scénario original pour Absence de malice
- Golden Globes 1986 : Golden Globe du meilleur scénario